# Ekonomiåret 2008

## Händelser
- 1 januari - Cypern och Malta inför euro som valuta och blir därmed en del av euroområdet. Även Akrotiri och Dhekelia går med.
- 20 februari Riksbanken, reporäntan förändras med 0, 25 procentenheter till 4,25 %.
- 1 april - Svenska och danska posten meddelar att de tänker slås samman med huvudkontor i Stockholm. Det nya bolaget får 50.000 anställda.
- 16 april - Förre svenske statsministern Göran Persson tillträder som ny styrelseordförande för bolaget Sveaskog.
- 9 juli Riksbanken, Reporäntan förändras med 0, 25 procentenheter till 4,50 %.
- 10 september Riksbanken, reporäntan förändras med 0, 25 procentenheter till 4,75 %.
- 16 september - Världens börser rasar kraftigt sedan den amerikanska investmentbanken Lehman Brothers begärt konkursskydd i följd av bolånekrisen i landet till
- 15 oktober Riksbanken, reporäntan förändras med -0, 50 procentenheter till 4,25 %.
- 29 oktober Riksbanken, reporäntan förändras med -0, 50 procentenheter till 3,75 %.
- 10 december Riksbanken, reporäntan förändras med -1, 70 procentenheter till 2 %.

## Bildade företag
- Cloetta, svenskt livsmedelsföretag.

## Uppköp
- 31 mars - Den franska spritjätten Pernod Ricard köper svenska Vin & Sprit för 55 miljarder SEK.

## Konkurser
- Aloha Airlines, amerikanskt flygbolag.
- Lehman Brothers, amerikansk investmentbank.
- Sterling Airlines, danskt flygbolag.

## Priser och utmärkelser
- Sveriges Riksbanks pris i ekonomisk vetenskap till Alfred Nobels minne tilldelades Paul Krugman "för hans analys av handelsmönster och lokalisering av ekonomisk verksamhet".

## Övrigt
- Inflationen i Sverige var 3,4 % [1].

## Avlidna
- 31 maj - John Ambler, 83, brittisk affärsman, gift med prinsessan Margaretha av Sverige. [2]
- 24 juni - Leonid Hurwicz, 90, rysk-amerikansk ekonom, mottagare av Sveriges Riksbanks pris i ekonomisk vetenskap till Alfred Nobels minne 2007.

### Fotnoter
1. ↑  ”Inflation i Sverige 1831-2008”. Statistiska centralbyrån. Arkiverad från originalet den 13 april 2009. https://web.archive.org/web/20090413211201/http://www.scb.se/Pages/TableAndChart____33831.aspx. Läst 7 mars 2009.
2. ↑  John Ambler avliden Arkiverad 18 juni 2008 hämtat från the Wayback Machine., Svenska Dagbladet på Internet. Publicerad 13 juni 2008, läst 22 juni 2008.